# Gemeiner Einsiedlerkrebs
Der Gemeine Einsiedlerkrebs (Pagurus bernhardus, Syn.: Eupagurus bernhardus) kommt auf Weich- und Hartböden, in Prielen und Gezeitentümpeln in der Nord- und westlichen Ostsee, im Ärmelkanal, an der europäischen Atlantikküste und an den Küsten des Mittelmeers vor.

## Merkmale
Er hat zwei Antennenpaare, das zweite davon sehr lang, ein Paar Scheren, die ungleich groß sind und zwei Paar kräftige Laufbeine. Der Hinterkörper ist weichhäutig und wird zum Schutz in Schneckenhäusern verborgen. Die hinter den beiden Laufbeinpaaren liegenden zwei Beinpaare sind deutlich verkleinert und tragen am Ende Haftborstenfelder. Sie dienen dazu, das Schneckenhaus festzuhalten. Die deutlich größere rechte Schere dient vor allem zum Verschluss der Schneckenhausöffnung, wenn der Krebs sich in Gefahrensituationen zurückzieht. Die kleinere linke Schere dient als Greifschere bei der Nahrungsaufnahme; sie führt die Happen zur Mundöffnung. Der Gemeine Einsiedlerkrebs ist ein Filtrierer und Allesfresser, der auch Aas frisst. Er wird zehn Zentimeter lang und ist von gelber, brauner oder rötlicher Farbe.

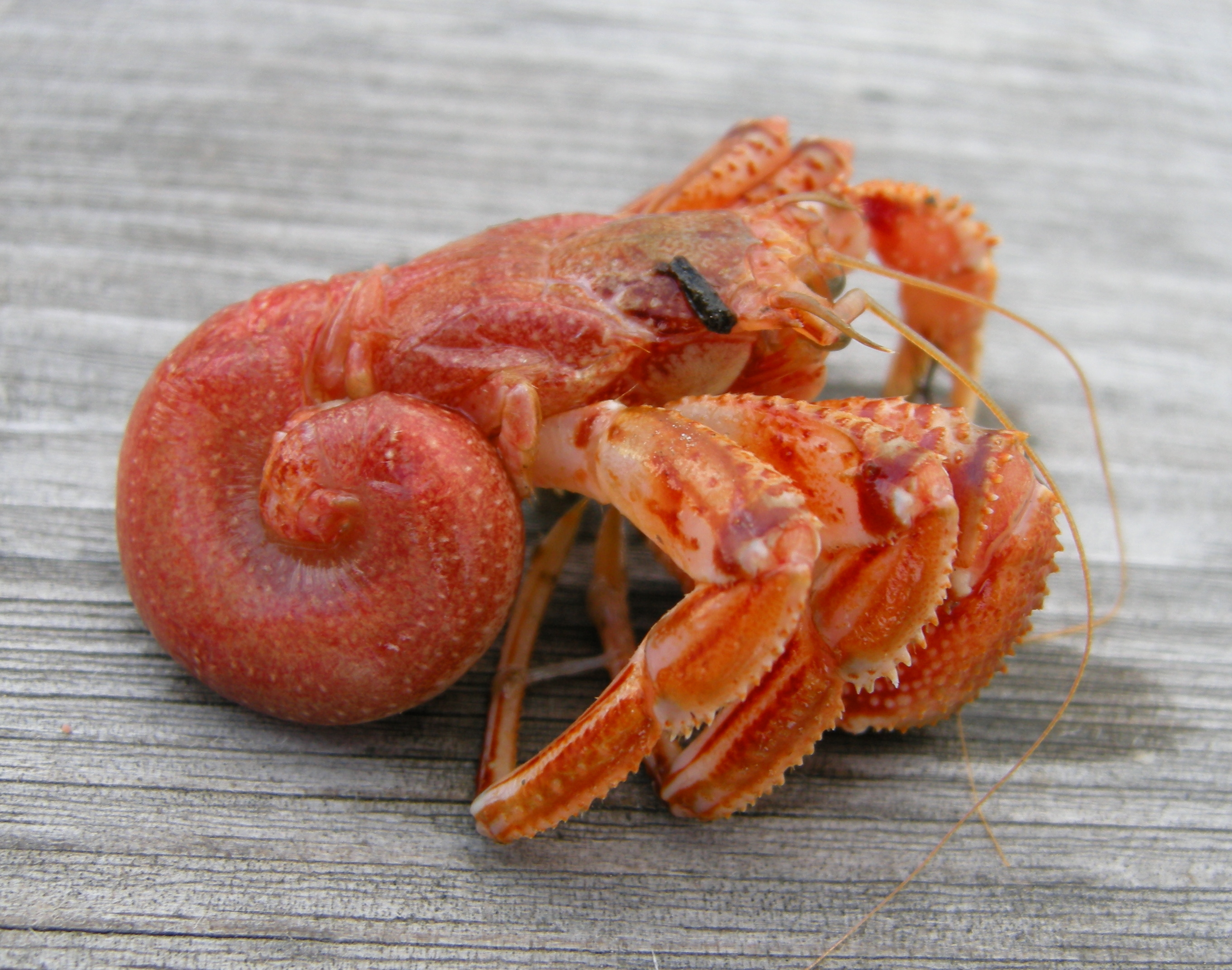
Ein „nackter“ Gemeiner Einsiedlerkrebs ohne Gehäuse.

Im Lauf ihres Wachstums müssen die Einsiedlerkrebse das Schneckenhaus wechseln. Kleinere Exemplare nutzen die Gehäuse von Strand- oder Mondschnecken, größere Exemplare benutzen Gehäuse von Wellhornschnecken. Häufig sind die Schneckenhäuser von Kolonien des Stachelpolyps besiedelt, eines Nesseltieres. Dieser Polyp überwächst auch den Außenrand des Gehäuses und vergrößert ihn damit, sodass die Krebse das Gehäuse länger bewohnen können. Auch andere Nesseltiere wie die Schmarotzerrose werden auf den Gehäusen gefunden. Da beide Tiere davon profitieren – der Krebs wird von den Nesselkapseln der Nesseltiere geschützt und die Nesseltiere werden ständig zu neuen Nahrungsgründen getragen – kann man die Beziehung als Symbiose bezeichnen.

## Schmerzempfinden
Wissenschaftler in Großbritannien haben herausgefunden, dass der Gemeine Einsiedlerkrebs Schmerz empfinden kann und ein Schmerzgedächtnis besitzt. Durch Stromstöße wurden die Tiere dazu gebracht, ihre Behausungen zu verlassen. Bei der anschließenden Suche nach einem neuen Schneckenhaus untersuchten die Krebse dieses wesentlich oberflächlicher, als es diese Tiere normalerweise tun. Dieses Verhalten wurde dahingehend interpretiert, dass sie gezielt auf die negative Erfahrung reagierten. Die Wissenschaftler leiten aufgrund der Ergebnisse einen gesteigerten Handlungsbedarf zum Schutz von Krebstieren ab.